# Enrico IV (toneelstuk)
Enrico IV (Hendrik IV) is een toneelstuk van de Italiaanse schrijver Luigi Pirandello, en wordt door sommigen als diens meesterwerk beschouwd.  
Pirandello schreef het stuk in 1921, gedurende amper twee weken.  Het werd voor het eerst opgevoerd in 1922 te Milaan.  
Onderwerp is de komedie en tragedie van het gek zijn. Het gegeven gek in het stuk komt uit Pirandello's grote eigen ervaring: zijn echtgenote streed heel haar leven tegen deze ziekte.

## Inhoud
Een man valt - tijdens een carnavalstocht waarin hij de rol van keizer Hendrik IV van het Heilige Roomse Rijk (1050-1106) speelt - van zijn paard, en stoot zijn hoofd. Wanneer hij terug wakker wordt, meent hij deze (Hendrik IV) echt te zijn.
Gedurende de volgende twintig jaar, wordt hij - op kosten van zijn welstellende zus - onderhouden in een afgelegen villa, die volledig ingericht werd, en waarin men speelt aan het Salische Hof in de 11de eeuw te vertoeven.
Tijdens het stuk blijkt dat na 12 jaar ziekte, Hendrik IV (wiens echte naam in het stuk nergens vermeld wordt), merkte dat hij genezen was, maar besloot zich verder als gek voor te doen, in plaats van terug te keren naar de 20ste eeuw (het stuk speelt zich af in 1920, hoewel er geen referentie is dat het "hedendaags" spelen verhindert).

## Toneelmatig
Hendrik IV is een zeer interessant stuk. De acteurs van het stuk, spelen een groot deel van hun rol als 'toneelspelend op scene', terwijl hun eerste rol, net geen acteurs zijn. Deze dubbelheid is een grote uitdaging (slechte/onervaren acteur spelen). Verder is de hoofdrol (Hendrik IV), van een bijzondere complexiteit, omdat die enerzijds een uitermate grote hoeveelheid (sommige zeer bekende) monologen bevat, anderzijds omdat de rol van gekheid op zeer veel lagen doorgevoerd kan worden: gek, niet gek, spelend gek te zijn, razend, verliefd, ... een heel assortiment emoties en kleuren, en deze worden heel frequent en plots afgewisseld.
De confrontatie van de bezoekers met de (al dan niet gespeelde) gekheid van de hoofdrolspelers vereist een groot niveau van (gespeelde) onzekerheid op scène.

## Dramatis Personae
- "Hendrik IV"
- de bezoekers (met de historische figuur die ze spelen)
  - Markiezin Matilda Spina (speelt schoonmoeder van Hendrik: hertogin Adelheid van Susa, en later de markiezin Mathilde van Toscane)
  - Frida, dochter van de markiezin (speelt "het schilderij" van Mathilde van Toscane)
  - Markies Carlo Di Nolli, neef van Hendrik IV en echtgenoot van Frida (speelt "het schilderij" van de jonge Hendrik IV)
  - Baron Tito Belcredi, minnaar van Markiezin Matilda Spina (speelt een cluniacenzer (benedictijner monnik van de Abdij van Cluny)
  - Dokter Dionysius Genoni (speelt bisschop Hugo van Cluny)
- de acteurs in de villa (met naam van hun rol):
  - Harold (raadsman Franco)
  - Lolo of Landolpho (raadsman Landolf)
  - Momo (raadsman Ordulph)
  - Fino Palliucco (raadsman Bertold)
  - Twee butlers in kostuum
- Giovanni, de oude dienaar (uiteindelijk de enige eerlijke persoon in het stuk)

## Inhoud

### Eerste bedrijf
In de historisch ingeklede villa waar Hendrik IV (de echte naam van het personage wordt nergens gegeven) zijn hof houdt als ware het het Salische Hof, wordt - ter vervanging van een net overleden acteur (die de rol van raadsheer Adelbert van Bremen speelde) - een nieuwe dienaar aangenomen, als "raadsheer Bertold". Deze nieuwe kracht wordt - handig, samen met het publiek - door de andere acteurs/raadsheren ingewijd in het doen en laten van het leven in de villa.
Dan komen bezoekers toe die - met een dokter - Hendrik willen bestuderen om nogmaals een poging te ondernemen Hendrik te genezen. De dokter stippelt daarvoor een shocktherapie uit waarbij Hendrik geconfronteerd moet worden met zichzelf of eerder, met het beeld dat hij zichzelf toegekend heeft.
Tijdens de eerste kennismaking met de bezoekers komt ook aan het licht dat de onderlinge relaties tussen de bezoekers niet altijd even zuiver zijn. Er leeft heel wat onderhuidse - en zelfs bij momenten bovenhuidse - ergernis.

### Tweede bedrijf
De dokter, Markiezin Mathilda en Baron Tito Belcredi, bespreken hun confrontatie met Hendrik, en bereiden de grote "geneestruc" voor. In het complot zitten ook Frida (dochter van Mathilda) en Markies Di Nolli (haar echtgenoot en neef van Hendrik).
In een andere ruimte, bekent Hendrik aan zijn raadslui - de acteurs die zijn raadslui spelen - het feit dat hij genezen is. Hij verwijt hun gebrek aan inzicht en zegt dat ze veel beter samen met hen het zouden mee de geschiedenis spelen.

### Derde bedrijf
De ontknoping: 
Hendrik wordt 's nachts geconfronteerd met het "tot leven komen" van het in zijn troonzaal hangende schilderij van Markiezin Mathilda van Toscane, een portret van Markiezin Mathilde Spina, toen zij zich 20 jaar geleden verkleedde voor de beruchte optocht.
Frida, verkleed als haar moeder 20 jaar geleden, komt uit het schilderij naar voren, waardoor Hendrik zwaar schrikt.
De confrontatie wordt hardhandig onderbroken door het binnenvallen van Mathilde Spina, nadat zij in de aanpalende ruimte door de acteurs/raadsheren was ingelicht over de bekentenis van Hendrik aan hen dat hij reeds lang genezen is.
Tijdens de hierna volgende discussie grijpt Hendrik de verklede Frida beet. In het handgemeen dat volgt, lijkt Hendrik "een terugval" te krijgen (dixit de dokter), en steekt hij Baron Belcredi neer. De bezoekers vluchten (met de gewonde Belcredi), en Hendrik blijft achter: "Hendrik IV, Nu en tot in eeuwigheid".

## Exemplaren
Het werk is o.a. vertaald door H.W.J.M. Keuls, en in 1963 uitgegeven bij uitgeverij De Bezige Bij.